# Brent (Oklahoma)
Brent is een plaats (census-designated place) in de Amerikaanse staat Oklahoma, en valt bestuurlijk gezien onder Sequoyah County.

## Demografie
Bij de volkstelling in 2000 werd het aantal inwoners vastgesteld op 504.

## Geografie
Volgens het United States Census Bureau beslaat de plaats een oppervlakte van
40,5 km², waarvan 28,9 km² land en 11,6 km² water.

## Plaatsen in de nabije omgeving
De onderstaande figuur toont nabijgelegen plaatsen in een straal van 20 km rond Brent.